# ポムフード

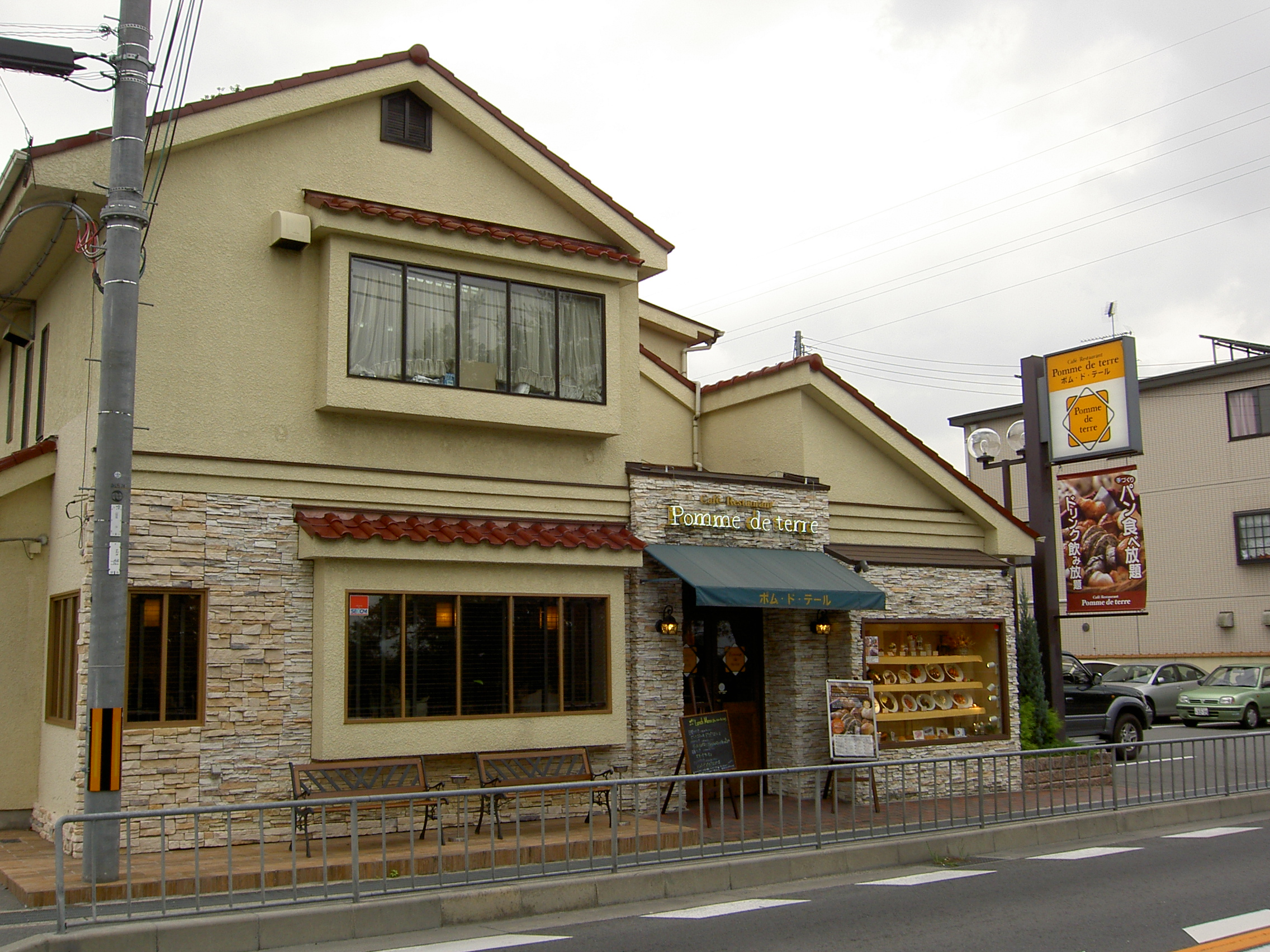
2010年まで田口山にあったポム・ド・テール本店

株式会社ポムフードは、日本の外食チェーンの一つで、おもに創作オムライスを提供する『ポムの樹』（ポムのき）を展開する。

## 概要
創業は茨木市で開業した『ポムドテール』という喫茶店が発祥。
創業当初は細々と営業していたが、業績が不振だったため心機一転をはかり枚方市田口山の本店(現在は閉店している。近隣にある枚方店とは別の店舗)に移転してから、業績は徐々に上向きになった。
しかしながら、規模の拡大とともに長らくの間食材の調達に苦心する日々が続く。レトルト食品の導入などの試行錯誤を重ねたが、その結果として味の評判が落ちた時期があった。
そういった状況を打開したのは、近鉄百貨店枚方店に出店を持ちかけられたときに、出店するフロアの都合により、匂いを極力抑える目的でオムライスの専門店としてオープンさせたことにある。
以来、数々の改良を重ね、新規出店を積極的に行った結果、現在の姿になった。
現在は、全国25都道府県99店舗（2008年7月5日現在）を展開する『ポムの樹』を中心に、創業以来の洋食専門店『ポムドテール』、『家カフェおたま』など多種多様な創作料理を提供している。

## 沿革
- 1979年（昭和54年）4月1日　茨木市において『ポム・ド・テール』を開業（有限会社　ポム・ド・テール）
- 1983年（昭和57年）11月　めし屋『ずんべら』開店
- 1985年頃　本社を枚方市田口山に移転
- 1989年（平成元年）12月16日　『株式会社キッチン・クラブ』設立（不動産賃貸業、後に『株式会社　キッチン・ファクトリー』に名称変更）
- 1990年（平成2年）4月16日　『株式会社　ポムフード』を設立（食材卸業）
- 1991年（平成3年）6月　株式会社に改組
- 1994年（平成6年）10月　紅茶とオムライスの店『ポムの樹』を新規展開（現在の『ポムの樹』のはじめ）
- 2001年（平成13年）12月　『株式会社　ポム・ド・テール』と『株式会社　ポムフード』が合併。
- 2006年（平成18年）4月　『株式会社　キッチン・ファクトリー』と合併
- 2009年（平成21年）11月　建築資材の製造・販売を本業とする『大建』（本社＝鹿児島県姶良市加治木町）が全株式を買収し、本社も同町に移転

## CM出演者

### 現在
ポムの樹 
- 有岡大貴（Hey! Say! JUMP）（2018年6月 - ）

## 店舗展開
メニューの違いによって現在は次の形態の店舗を出店している。
- ポムの樹
創作オムライス専門店。事業規模やメニューの若干の違いによって、『ポムの樹　たまご物語』『ポムの樹Cafe』『ポムの樹Jr.』『ポムの樹　セカンドキッチン』などと店舗名を変えている。
- ポムドテール
創業以来の形態をとる洋食料理店。次の節で触れている80年代の大盛り路線から、ワンプレートランチや、ベーカリースタイルなどへの営業形態の試行錯誤が行われており、ロゴマークの変更の前と後では雰囲気が異なる。ポムの樹業態への統合が図られている。
- ポムズファーム
ポムドテール様式の洋食料理店。女性客層をターゲットとしたスモールサイズのオムレツやハンバーグが提供される。
- 家カフェおたま
和食が主たるメニューの定食店。日替わりの小鉢7つのうちから3つ選択できる（自ら取りに行く）、料金の追加でみそ汁が変わる（一部のメニュー）、ご飯のおかわりが有料、ランチタイムは明太子が食べ放題などの特徴がある。また、和食が主の店ながら、椅子や食器の色、照明が明るく、店内に仕切りなどがない。

## 特徴
創業者のポリシーとして社是にあげられていた『お客様に満足と満腹を』というのがある。それが具現化されている一例として提供される一人前の量が挙げられる。かつては小ジョッキ程度の量のソフトドリンクを提供したりほぼそれと同様の量のパフェ類の提供があったが、現時点では比較的常識的な範囲に収まっている。現在は、経営方針も変更されている。
また、その具現化の一事例としてオムライスの量も挙げられるが、その量は次の通りになっている。
- SSサイズ　たまご2個・ライス160g
- Sサイズ　たまご3個・ライス240g
- Mサイズ　たまご4個・ライス420g
- Lサイズ　たまご6個・ライス840g

Lサイズの量は非常に多いことなどからラインアップにない店が存在する。